# ناريو (أسطورة)
ناريو (بالإنجليزية: Nareu)‏ في أساطير ميلانيزيا في جزيرة (فانواتو) هو إله خالق. فكما هو الحال في العديد من الأساطير المتشابهة، أنشأ العالم داخل صدفة محارة. وقد أنشأ ابنًا من الرمال والماء، وبدوره، قام الابن بخلق الشمس والقمر من عيني أبيه، وصخورا من لحمه، والبشرية من عموده الفقري...الخ.